# (12225) Yanfernández
(12225) Yanfernandez, désignation internationale (12225) Yanfernández, est un astéroïde de la ceinture principale.

## Description
(12225) Yanfernandez est un astéroïde de la ceinture principale. Il fut découvert le 14 août 1985 à la station Anderson Mesa par Edward L. G. Bowell. Il présente une orbite caractérisée par un demi-grand axe de 2,21 UA, une excentricité de 0,19 et une inclinaison de 4,8° par rapport à l'écliptique.

## Compléments